# Arado Ar 96
O Arado Ar 96 foi um avião de treinamento da Alemanha nazista, e serviu durante a Segunda Guerra Mundial. Fabricado pela fábrica de aviões Arado, o Ar 96 foi o mais importante avião de treinamento das forças do Eixo durante toda a guerra. Foram fabricados quase 11.500 aparelhos. A maioria deles serviu como avião de treinamento, mas alguns estavam armados para treino básico de tiro.